# Diocesi di Lupadio
La diocesi di Lupadio (in latino: Dioecesis Lupadiensis) è una sede soppressa del patriarcato di Costantinopoli e una sede titolare della Chiesa cattolica.

## Storia
Lupadio, identificabile con Ulubad (o Uluabat) nei pressi di Karacabey, nell'odierna Turchia, è un'antica sede episcopale della provincia romana dell'Ellesponto nella diocesi civile di Asia e nel patriarcato di Costantinopoli.
La sede è documentata solo in due Notitiae Episcopatuum del patriarcato: la prima, risalente agli inizi del XII secolo, e la seconda, databile tra il XII e il XIII secolo. In entrambe le Notitiae, Lupadio è elencata tra le sedi arcivescovili patriarcali; nella seconda, la sede è unita a quella di Miletopoli.
La prima attestazione di un vescovo di Lupadio è nel sinodo patriarcale del 1191; altri sono documentati nel corso del XIII secolo. Nel 1346 Ieroteo prese parte al sinodo indetto per affrontare le controversie teologiche che videro coinvolti Barlaam di Seminara, Gregorio Acindino e Gregorio Palamas.; l'anno successivo, lo stesso Ieroteo sottoscrisse una lettera sinodale patriarcale con il titolo di metropolita, rango che Lupadio mantenne fino a quando la sede venne soppressa con l'occupazione ottomana della regione.
Dal XX secolo Lupadio è annoverata tra le sedi vescovili titolari della Chiesa cattolica; il titolo finora non è stato assegnato.